# گویش‌های شمالی روسی
گویش‌های شمالی روسی شماری از گویش های مرتبط با زبان روسی هستند که در مناطقی از کشور روسیه و نیز بخشهایی از کشور فنلاند بدانها تکلم می شود.گویش های متعددی در این گروه قرار دارند و با سایر گویش های زبان روسی نیز نزدیک و مرتبط می باشند.